# Claudia Guadarrama
Claudia Guadarrama, née en 1976 à Mexico, est une photographe documentaire mexicaine.
Elle est connue pour son travail sur les questions politiques et sociales au Mexique et en Amérique centrale. Elle est lauréate en 2005 du prix Canon de la femme photojournaliste.
Elle est basée à Mexico.

## Biographie

### Jeunesse et études
Claudia Guadarrama est née en 1976 à Mexico.
Elle est diplômée en 1999 de l’université nationale autonome du Mexique en sciences politiques et administration publique. Elle débute la photographie deux plus tôt quand une école ouvre près de chez elle et trouve un emploi dans le laboratoire photo d’un journal à sa sortie de l’université.

### Carrière
Claudia Guadarrama commence sa carrière en 2001 en travaillant sur des questions politiques et sociales au Mexique et en Amérique centrale. Elle devient photographe indépendante en 2003.
Alors qu’elle travaille pour un journal national, elle découvre les problèmes liés au passage de migrants sans papiers en route pour les États-Unis, d'Amérique centrale au Mexique et le manque d’information et d’image sur le sujet. Elle se lance dans un projet de documentation des migrations entre le Guatemala et les États de Tabasco et de Chiapas. Elle remporte avec Before the Limit (ou Borderline) en 2004 le prix Magnum Inge Morath qui récompense une femme photojournaliste de moins de 30 ans.  et le prix Canon de la femme photojournaliste en 2005.
En juillet 2014, Claudia Guadarrama participe au projet Danube Revisited. The Inge Morath Truck Project, un road trip photographique et une exposition sur les pas d'Inge Morath en 1958, première femme photographe de Magnum Photos. Pendant près d’un mois, elle photographie le Danube depuis sa source à Donaueschingen en Allemagne jusqu’à la mer Noire avec huit autres lauréates du prix Magnum Inge Morath, dont Ami Vitale, Claire Martin et Emily Schiffer,.

## Distinctions
- 2004 : bourse Magnum Inge Morath[3]
- 2005 : prix Canon de la femme photojournaliste[8]

## Expositions majeures
- Borderline, festival Visa pour l’image 2006 à Perpignan[9]
- Danube Revisited. The Inge Morath Truck Project, présentée dans quatorze villes traversées par le Danube, puis à Frankfort et Madrid en 2014[10]